# Gyoma (település)
Gyoma ma Gyomaendrőd városrésze Békés vármegye Gyomaendrődi járásában, 1982 előtt önálló nagyközség volt.

## Elhelyezkedése
A Hármas-Körös bal partján elhelyezkedő településen áthalad a 46-os főút. Gyoma vasútállomás a Szolnok–Békéscsaba–Lőkösháza-vasútvonal és a Körösnagyharsány–Vésztő–Gyoma-vasútvonal csatlakozó vasútállomása.

## Története
A Kner családról ismert települést először 1332-ben említik meg, ekkor Gama a neve. 1444-ben már Gyomának hívják. Az iktári Bethlenek tulajdonába került falu a török hódoltság alatt sokat szenvedett, időnként teljesen lakatlanná is vált. A szatmári béke után kezdtek visszaszállingózni a lakosok a faluba, amely hivatalosan 1717-ben települt újra. Harruckern János György reformátusokat telepített a faluba. Csepcsányi Tamás földesúr 1830-ban vásártartási jogú mezővárossá nyilvánította Gyomát és németeket telepített be. A 19. században községi intézmények épültek: Wodiáner Albert földesúr jóvoltából templom, óvoda, iskola épült. A század második felében megerősödött a faluban az élelmiszeripar (malmok), könnyűipar (Kner nyomda), iparostanonc-iskola létesült. 1877-ben a mindössze két falut (Endrőd és Gyoma) magába foglaló Gyomai járás székhelye lett. A második világháború után újból föllendült a település, a mezőgazdaság megerősödött, nagyobb iparvállalatok fióktelepeket nyitottak, megalakult a Kner Imre Gimnázium.

## Nevezetes gyomaiak
- Árva János
- B. Nagy Margit
- Bánfi Zsigmond
- Dávidházy Sámuel
- Farkas Imre
- Fásy Ádám
- Határ Győző
- Kállai Ferenc
- Kálmán Farkas
- Kiss Lajos
- Kner Albert
- Kner Endre
- Kner Erzsébet
- Kner Izidor
- Kner Imre
- Keserű Jánosné
- Makay István – gimnáziumi tanár
- Nagy Zopán
- Pál Lénárd
- Pásztor János
- Patkó Imre
- Szabó Ferenc
- Széll Lajos
- Szilágyi István
- Vidovszky Béla